# Ectropothecium pailotii
Ectropothecium pailotii là một loài Rêu trong họ Hypnaceae. Loài này được Renauld & Cardot mô tả khoa học đầu tiên năm 1891.